# 越道峠 (富山県朝日町)
越道峠（こえどとうげ）は、富山県下新川郡朝日町の小川水系と黒部川水系北又谷(黒薙川の上流)に跨る峠。朝日町史ではコイド峠と記載されている。標高は881.7m。

## 概要
小川水系と黒部川水系北又谷(黒薙川上流)に跨る峠で、富山側から朝日岳に登る際の通過点となっている。また、峠から電線作業路を兼ねた無雪期の初雪山登山口がある。
峠道沿いには伐採を免れたブナが多く残り10月下旬には美しい紅葉が見られる。

## 地質
越道峠は小川上流から北又小屋へ南南東の方向に走る越道断層上にあり、谷の右岸山地は主に北又谷花崗岩、左岸は礫岩層や流紋岩の貫入より成る

## 自然

### 植生
ヒメアオキ-ブナ群落が見られ、一部ではユキツバキの群落が見られるのが特徴である
また、アスヒカズラ、イッポンワラビ、ナライシダ、ナガオノキシノブ、シロバナシラネアオイ、ユキツバキ、ツリガネツツジ、ウスノキ、ミゾホオズキ、オオクルマムグラ、チョウジギク、マルバダケブキ、カラフトドジョウツナギ、ヒメシラスゲ、ミズバショウ、アオザゼンソウ、ザゼンソウ、オオチゴユリ、などが自生する

### 動物
昭和32年8月2日に越道峠付近で中学生にヤマネが捕えられたことがあった

## アクセス
峠道の北又林道は一般車両通行止めであり、小川温泉から徒歩か、認可を受けたタクシーで降りるか、朝日町主催または町に認可を受けたツアーに参加する必要がある。徒歩では小川温泉から8kmの道のりで登り3時間程度。

## 周辺の名所
- 小川温泉
- 北又小屋
- 北又ダム
- 朝日岳
- 初雪山- 峠から往復12時間半程度